# Пейман Ярахмаді
Пейман Ярахмаді (перс. پیمان یاراحمدی; нар. 6 квітня 1994) — іранський борець вільного стилю, чемпіон Азії, триразовий володар Кубків світу.

## Життєпис
Боротьбою почав займатися з 2005 року. У 2011 році став чемпіоном Азії серед кадетів. Того ж року здобув бронзову нагороду на чемпіонаті світу серед кадетів. Бронзовий призер чемпіонатів світу та Азії 2013 року серед юніорів.
Виступає за борцівський клуб Тахті, Лурестан. Тренер — Мосен Мораді.

## Спортивні результати на міжнародних змаганнях

### Виступи на Чемпіонатах світу
| Змагання                        | Збірна | Вагова категорія          | Місце |
| ------------------------------- | ------ | ------------------------- | ----- |
| Чемпіонат світу з боротьби 2017 | Іран   | вільна боротьба, до 74 кг | 22    |

### Виступи на Чемпіонатах Азії
| Змагання                       | Збірна | Вагова категорія          | Місце  |
| ------------------------------ | ------ | ------------------------- | ------ |
| Чемпіонат Азії з боротьби 2015 | Іран   | вільна боротьба, до 74 кг | Золото |

### Виступи на Кубках світу
| Змагання                    | Збірна | Вагова категорія          | Місце  |
| --------------------------- | ------ | ------------------------- | ------ |
| Кубок світу з боротьби 2014 | Іран   | вільна боротьба, до 70 кг | Золото |
| Кубок світу з боротьби 2015 | Іран   | вільна боротьба, до 74 кг | Золото |
| Кубок світу з боротьби 2017 | Іран   | вільна боротьба, до 74 кг | Золото |

### Виступи на інших змаганнях
| Змагання                                     | Збірна | Вагова категорія                 | Місце  |
| -------------------------------------------- | ------ | -------------------------------- | ------ |
| Кубок Тахті 2013                             | Іран   | вільна боротьба, до 66 кг        | 7      |
| Кубок Тахті 2014                             | Іран   | вільна боротьба, до 70 кг        | Срібло |
| Турнір Яшара Догу 2014                       | Іран   | вільна боротьба, до 70 кг        | Бронза |
| Кубок Тахті 2015                             | Іран   | вільна боротьба, до 74 кг        | Золото |
| Меморіал Вацлава Циолковського 2015          | Іран   | вільна боротьба, до 74 кг        | 11     |
| Золотий Гран-прі з боротьби 2015             | Іран   | вільна боротьба, до 74 кг        | 7      |
| Кубок Тахті 2016                             | Іран   | вільна боротьба, до 74 кг        | Бронза |
| Київський Міжнародний турнір з боротьби 2016 | Іран   | вільна боротьба, до 74 кг        | Золото |
| Beat the Streets 2016                        | Іран   | multiple Style Event, до LL74 кг | Срібло |
| Кубок Тахті 2017                             | Іран   | команда                          | Золото |
| Ігри ісламської солідарності 2017            | Іран   | вільна боротьба, до 74 кг        | 7      |

### Виступи на змаганнях молодших вікових груп
| Змагання                                      | Збірна | Вагова категорія          | Місце  |
| --------------------------------------------- | ------ | ------------------------- | ------ |
| Чемпіонат Азії з боротьби серед кадетів 2011  | Іран   | вільна боротьба, до 58 кг | Золото |
| Чемпіонат світу з боротьби серед кадетів 2011 | Іран   | вільна боротьба, до 58 кг | Бронза |
| Чемпіонат Азії з боротьби серед юніорів 2013  | Іран   | вільна боротьба, до 66 кг | Бронза |
| Чемпіонат світу з боротьби серед юніорів 2013 | Іран   | вільна боротьба, до 66 кг | Бронза |